# لیک سانتی (ایندیانا)
لیک سانتی (به انگلیسی: Lake Santee) یک منطقهٔ مسکونی در ایالات متحده آمریکا است که در ایندیانا واقع شده‌است. لیک سانتی ۷٫۳ کیلومتر مربع مساحت و ۸۲۰ نفر جمعیت دارد و ۳۰۹٫۳۸ متر بالاتر از سطح دریا واقع شده‌است.